# Salbung

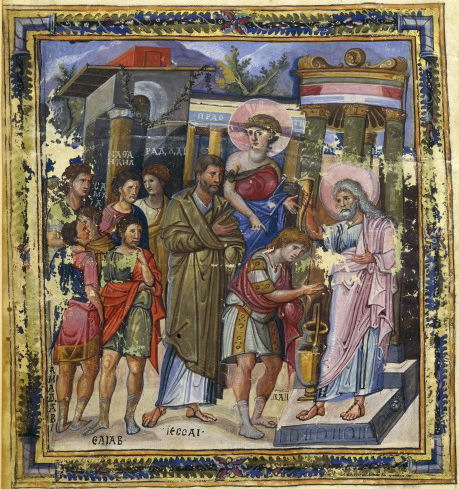
Die Salbung König Davids in einer mittelalterlichen Darstellung

Die Salbung, bei der ein oder mehrere Körperteile einer Person zeremoniell mit Salbe oder heiligem Öl bestrichen werden, ist ein seit der Zeit der altorientalischen Reiche belegtes religiöses Ritual der Heilung, der Heiligung sowie der Übertragung und Legitimation politischer Macht.
Seit dem Mittelalter galt die Salbung nach dem Vorbild der alttestamentlichen Könige in vielen europäischen Ländern als der entscheidende Akt der Königserhebung. Durch sie wurde der Herrscher zum „Christus Domini“, zum „Gesalbten des Herrn“. Der von einem Bischof vollzogene Weiheritus ging nach damaliger Auffassung direkt von Gott aus. Die Salbung war damit Ausdruck des Gottesgnadentums, das als Legitimation der Königsherrschaft das ältere Geblütsrecht ergänzen, überwölben und vereinzelt sogar ablösen konnte. Die Krönung britischer Monarchen ist die einzige, in deren Verlauf heute noch eine Salbung erfolgt.
Als kirchliches Ritual ist die Salbung bis heute Bestandteil mehrerer Sakramente und Sakramentalien im Katholizismus. Auch in den orthodoxen sowie in verschiedenen protestantischen Kirchen werden Formen der Salbung praktiziert.

## Ursprünge

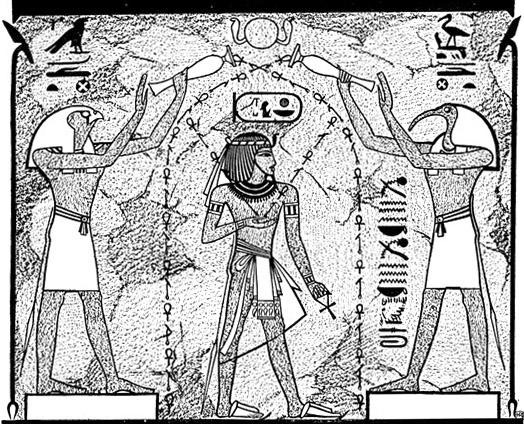
Salbung im alten Ägypten

Schon in den altorientalischen Kulturen Mesopotamiens und Ägyptens war der Gebrauch von meist duftenden Salbölen oder Balsamen zu Pflege- und Heilzwecken bekannt. Es stand in der Regel nur den Wohlhabenden zur Verfügung, da es meist kostbar war und manchmal – wie archäologische Funde aus Ägypten und Babylonien zeigen – in ebenso kostbaren Gefäßen, z. B. aus Glas, aufbewahrt wurde.
Die Hochkulturen im Fruchtbaren Halbmond kannten aber auch bereits Salbungsriten, die über den heilenden und pflegenden Gebrauch des Öls hinausgingen. In Sumer, Akkad und Babylon wurden sie als Rechtsakte bei der Einsetzung von Priestern und Beamten praktiziert. Der ägyptische Pharao salbte seinen höchsten Minister als Zeichen der Machtübertragung. Die im Alten Testament erwähnte Salbung der Könige Israels geht wahrscheinlich auf dieses Vorbild zurück.

## In biblischer Zeit

### Altes Testament

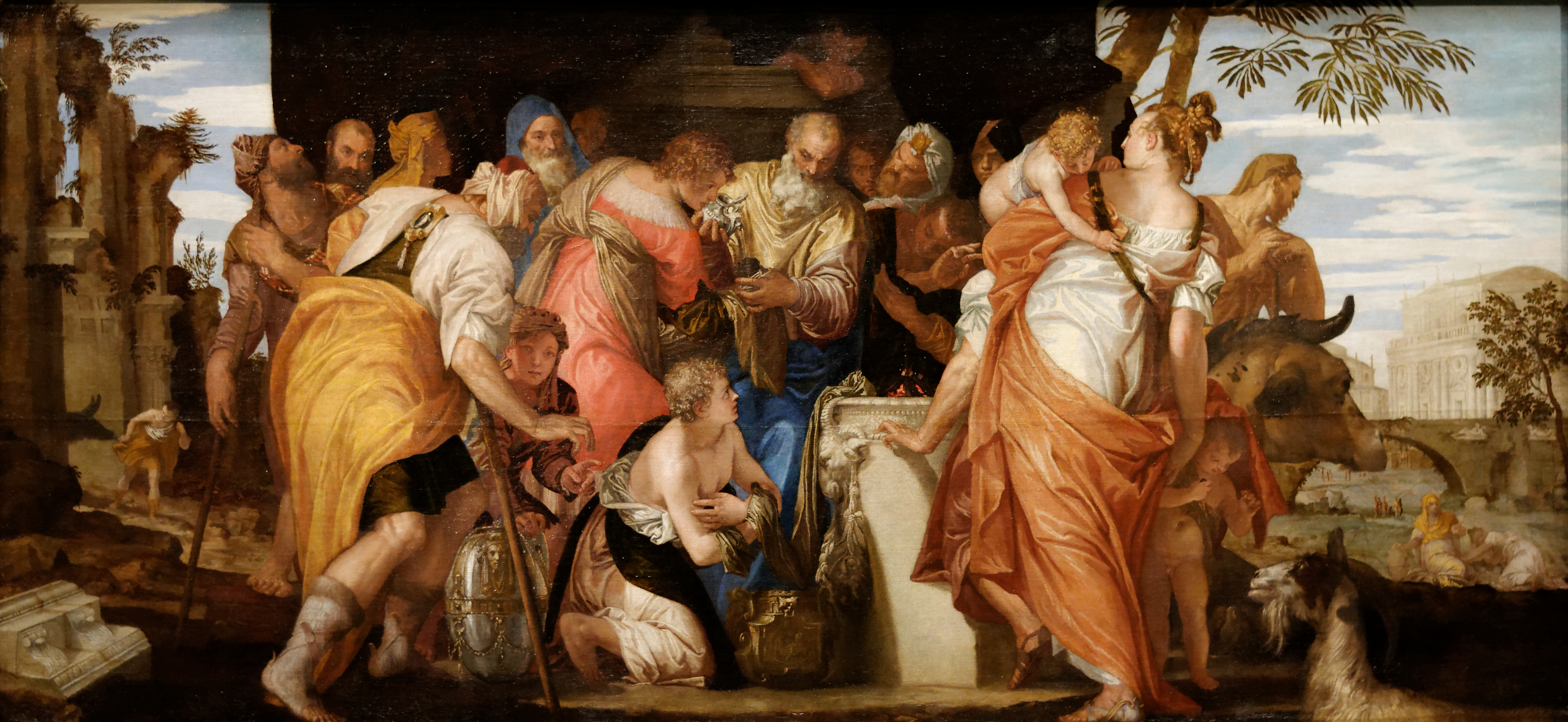
Die Salbung König Davids nach Paolo Veronese, 1555

In der Tora findet sich ein Rezept für Heiliges Salböl, das zur Weihe von Priestern und sakralen Gegenständen erstmals im Buch Exodus: Es musste aus Myrrhe, Weihrauch, Zimt, Kalmus und Cassia bestehen. Diese aromatischen Pflanzenbestandteile wurden in Olivenöl gemischt, das ihren Duft aufnahm. Solches Salböl, das ausschließlich für sakrale Zwecke eingesetzt werden durfte, wird auch in Psalm 133 erwähnt:
„Siehe, wie gut und wie schön ist es, wenn Brüder miteinander in Eintracht wohnen. Es ist wie köstliches Salböl auf dem Haupt, das hinabfließt auf den Bart, den Bart des Aaron, das hinabfließt auf den Saum seines Gewandes.“.
Durch Salbung geheiligt wurden nach den heiligen Schriften des Judentums (Altes Testament) verschiedene geheiligte Personen oder Dinge:
- der Mischkan mit der Bundeslade, dem Brandopferaltar und allen liturgischen Geräten,[5]
- ungesäuertes Brot,[6]
- jüdische Priester,[7][8]
- Propheten,[9]
- den König von Israel bzw. Juda[10]

Die rituelle Salbung eines Königs erscheint erstmals im 1. Buch Samuel. Dort wird berichtet, der Prophet Samuel habe Saul zum ersten König von Israel gesalbt. Das Ritual, das auch an Sauls Nachfolgern, David und Salomon, vollzogen wurde, sollte dem Herrscher göttliche Gnade und einen herausgehobenen Status unter den Menschen verleihen, ihm aber auch vor Augen führen, dass er seine Macht wiederum Gott verdanke.
Mit dem hebräische Begriff Messias (Maschiach, „der Gesalbte“) konnte folglich sowohl Priester, vor allem der Hohepriester, als auch der König oder, zumindest im Plural, Propheten bezeichnet werden.
Nach der Eroberung Jerusalems durch die Babylonier im 6. Jahrhundert v. Chr. richtete sich die eschatologische Heilserwartung des Judentums auf die Wiederherstellung des alttestamentlichen Königtums durch die Ankunft eines zukünftigen Heilsbringers, wie er z. B. vom Propheten Jeremia beschrieben wird. Als Messias wurde dieser bereits in den Psalmen Davids (um 1000 v. Chr.) erwähnt. Auch der Perserkönig Kyros II., der den Juden im Exil die Heimkehr nach Judäa gestattete, wurde im Buch Jesaja als Messias bezeichnet. Der hebräische Begriff Maschiach wurde ab ca. 250 v. Chr. in der Koine-griechischen Übersetzung des Alten Testaments, der Septuaginta, ins Griechische („Christós“) übertragen und später in „Christus“ latinisiert.

### Neues Testament
Im Neuen Testament wird Jesus von Nazaret durch die Worte „Christus“ oder „Messias“ als Gesalbter gekennzeichnet. Letzteres ist eine nicht ganz korrekte und in der Bedeutung gewandelte Transliteration des hebräischen Maschiach. Nach neutestamentlichen Aussagen, etwa in der Apostelgeschichte, die sich auf Prophezeiungen des Alten Testaments bezogen, sahen bereits die Urchristen in Jesus einen Nachkommen Davids und den von den Juden erwarteten Erlöser und Gesalbten der Endzeit, dessen Wiederkunft und zukünftiges Königreich bevorstehe.
Der Name Jesus Christus drückt also das Glaubensbekenntnis der Urchristen aus: Jesus war für sie der Gesalbte Gottes, dessen Taten und Zeichen neben den Prophetien die Einsetzung und Bevollmächtigung durch Gott bestätigten. So bemerkt der Evangelist Johannes:

„Noch viele andere Zeichen hat Jesus vor den Augen seiner Jünger getan, die in diesem Buch nicht aufgeschrieben sind. Diese aber sind aufgeschrieben, damit ihr glaubt, dass Jesus der Christus ist, der Sohn Gottes, und damit ihr durch den Glauben Leben habt in seinem Namen.“

Im Jakobusbrief wiederum heißt es:

„Ist einer unter euch krank, dann rufe er die Ältesten der Gemeinde zu sich; sie sollen Gebete über ihn sprechen und ihn im Namen des Herrn mit Öl salben.“

Der Autor verwendet an dieser Stelle für „salben“ jedoch nicht das griechische Wort chrio, das eine religiöse Salbung bezeichnet, sondern das Verb aleipho, das sich im Sinne eines medizinischen Einreibens verstehen lässt.

## Salbung als Sakramentale der Herrscherweihe
Für die Salbung der abendländischen Könige seit dem Mittelalter erlangte eine Bibelstelle aus dem 1. Buch der Könige zentrale Bedeutung. Danach hatte der alternde König David dem Priester Zadok und dem Propheten Natan befohlen, seinen Sohn Salomon zum Herrscher zu salben, um das Machtstreben von dessen Halbbruder Adonija zu durchkreuzen:

„Hierauf befahl König David: Ruft mir den Priester Zadok, den Propheten Natan und Benaja, den Sohn Jojadas! Sie erschienen vor dem König und dieser trug ihnen auf: Nehmt das Gefolge eures Herrn mit euch, setzt meinen Sohn Salomo auf mein eigenes Maultier und führt ihn zum Gihon hinab! Dort sollen ihn der Priester Zadok und der Prophet Natan zum König von Israel salben und ihr sollt in das Horn stoßen und rufen: Es lebe König Salomo! Dann zieht mit ihm herauf! Er soll kommen, sich auf meinen Thron setzen und König werden an meiner Stelle; denn ihn habe ich zum Fürsten von Israel und Juda bestimmt. (…) Der Priester Zadok, der Prophet Natan und Benaja, der Sohn Jojadas, zogen mit den Keretern und Peletern hinab. Sie setzten Salomo auf das Maultier des Königs David und führten ihn zum Gihon. Der Priester Zadok hatte das Salbhorn aus dem Zelt mitgenommen und salbte Salomo. Hierauf blies man das Widderhorn und alles Volk rief: Es lebe König Salomo!“

Die erste durch Quellen belegte, priesterliche Königsweihe in Europa war die des westgotischen Herrschers Wamba im Jahr 672. Bedroht durch die Opposition mächtiger Adliger, ließ er sich zusätzlich zu seiner bereits erfolgten Krönung vom Erzbischof von Toledo zum König salben. Dabei griff er möglicherweise auf Vorbilder aus der ersten Hälfte des 7. Jahrhunderts zurück. Da nach der arabischen Eroberung Spaniens westgotische Gelehrte ins Frankenreich flohen, wurde Wambas Vorgehen dort bekannt.
Im Fränkischen Reich war Pippin der Jüngere der Erste, der die kirchliche Weihe zum König erhielt. Mit Zustimmung des Papstes hatte der Hausmeier aus dem Geschlecht der Karolinger Ende 751 in einem Staatsstreich den letzten Merowingerkönig Childerich III. abgesetzt und in ein Kloster verbannt. Da das Königsheil nach alter germanischer Vorstellung aber allein durch Geblütsrecht in der herrschenden Dynastie weitergegeben wurde, benötigte Pippin für seinen Anspruch ein neues, sichtbares Zeichen seiner Legitimität. Eben dazu dürfte das Sakramentale der Königsweihe gedient haben. Noch 751 ließ er sich in Soissons von Bischöfen seines Reichs nach dem Vorbild der Priesterweihe an den Händen salben. Diese Zeremonie wurde 754 bei einem Besuch von Papst Stephan II. im Frankenreich wiederholt.
Für die angelsächsischen Königreiche ist die erste Salbung für das Jahr 787 bezeugt, als König Offa von Mercien sie an seinem Sohn Ecgfrith vollziehen ließ, um konkurrierende Herrschaftsansprüche anderer Thronprätendenten auszuschließen.
Irische Mönche hatten die Salbung schon etwa ab dem Jahr 700 propagiert. Möglicherweise griffen sie dabei auf keltische Vorbilder zurück, prägend für ihre Vorstellungen und die des übrigen Europa war aber allein die oben zitierte Bibelstelle. In allen genannten Beispielen – bei Salomon, Wamba, Pippin und Ecgfrith – ging es darum, mittels der Salbung konkurrierende Herrschaftsansprüche abzuweisen und die Legitimität des Königs zu stärken. Das kirchliche Ritual sollte für jedermann sichtbar machen, wer der einzig wahre und rechtmäßige Herrscher war, der als Christus Domini, d. h. als Gesalbter des Herrn, seine Macht nicht Menschen, sondern allein der Gnade Gottes verdankte. Ihm sein Herrscherrecht streitig zu machen, war also ein Verstoß gegen die göttliche Weltordnung. In William Shakespeares Königsdrama „Richard II.“ heißt es folgerichtig:

„Nicht alle Flut im wüsten Meere kann
Den Balsam vom gesalbten König waschen;
Der Odem ird’scher Männer kann des Herrn
Geweihten Stellvertreter nicht entsetzen.“

Zur Salbung verwendet wurden Katechumenenöl – auch Exorzismusöl genannt – oder Chrisam oder beides. Das Katechumenenöl diente der Abwehr des Bösen und wurde daher auch bei der Taufe verwendet, wobei der ganze Körper damit eingerieben wurde. Bei der Herrscherweihe wurde diese Salbung nur noch symbolisch am Scheitel vorgenommen. Chrisam wiederum, das bis heute bei der Priesterweihe genutzt wird, sollte den Gesalbten stärken und wurde üblicherweise an Brust, Armen und Händen angewandt.
Die Zeremonie und die mit ihr verbundenen Vorstellungen stabilisierten und legitimierten nicht nur das Königtum, sie stärkten auch die Stellung der Kirche als derjenigen Institution, die den entscheidenden Akt der Königserhebung vorzunehmen berechtigt war. Daraus ergaben sich Konflikte um den Vorrang der weltlichen oder der geistlichen Gewalt, die Jahrhunderte später im Investiturstreit gipfelten. Dennoch enthielten die Titulaturen europäischer Herrscher bis zur Französische Revolution und darüber hinaus – in Großbritannien bis heute – Formulierungen wie „Herrscher von Gottes Gnaden“. Als derart ideologisch stabilisierendes Element war die Salbung sowohl im Heiligen Römischen Reich als auch in Frankreich, England und den meisten anderen Königreichen des Abendlandes das wichtigste Ritual der Herrscherweihe.

### Im Fränkischen Reich und in Frankreich

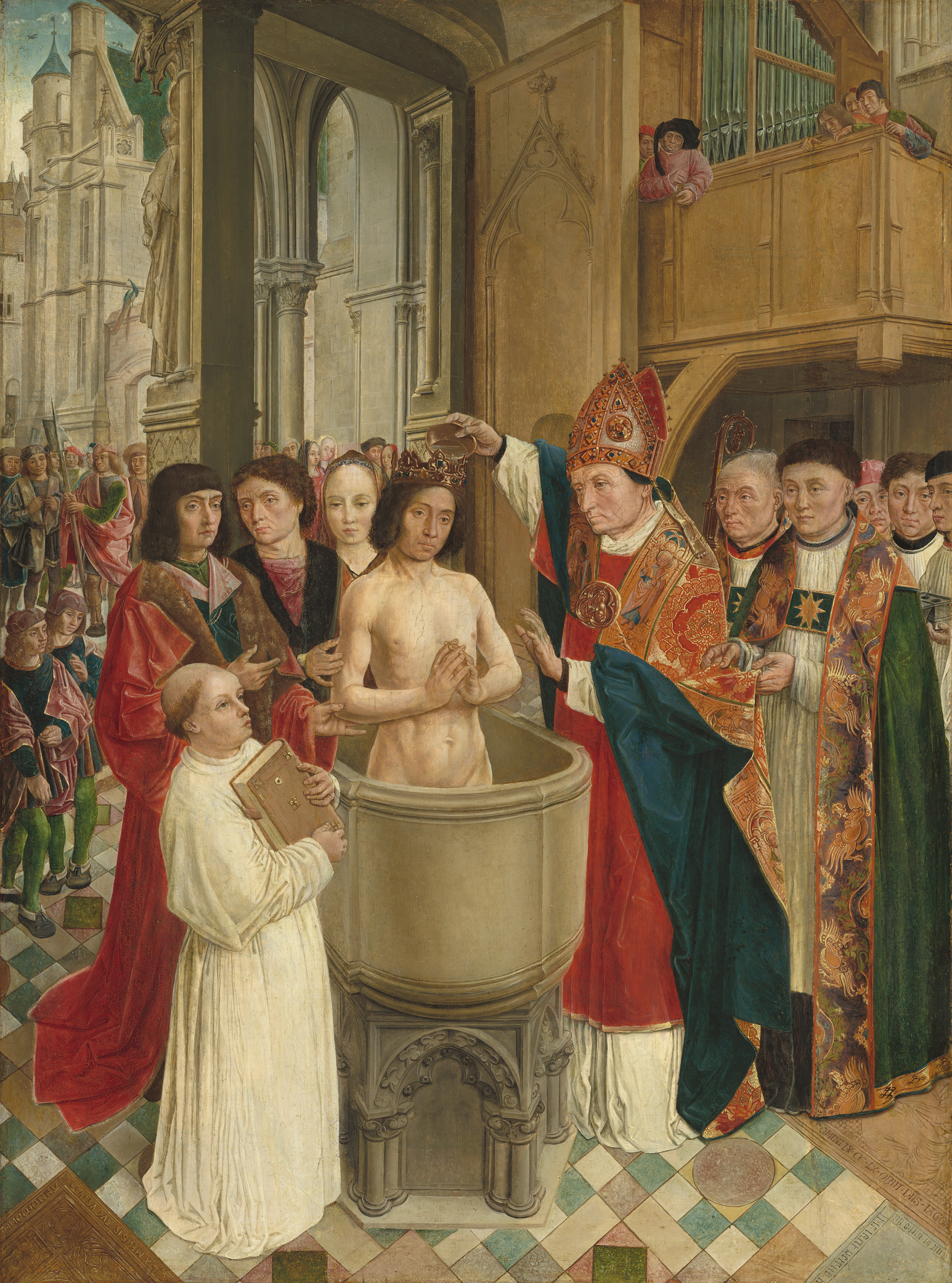
Zur Taufe Chlodwigs I. – hier einer Darstellung des 15. Jh. – brachte der Legende nach eine Taube heiliges Salböl vom Himmel

In Frankreich ging die Salbung, wie oben dargestellt, auf den ersten Karolingerkönig Pippin zurück. Im 9. Jahrhundert brachte Erzbischof Hinkmar von Reims eine Legende in Umlauf, die diese Tradition weiter in die Vergangenheit hinein verlängerte. Hinkmar zufolge soll bereits zur Taufe des Merowingerkönigs Chlodwig I. im Jahr 496 oder 499 eine Taube eine Phiole mit heiligem Salböl vom Himmel herab gebracht haben. In der Kathedrale von Reims, der Krönungskirche der französischen Könige, wurde bis zur Französischen Revolution die Heilige Ampulle aufbewahrt, die noch immer Teile dieses ersten Salböls enthalten haben soll. Hinkmar wollte die Vorrangstellung von Reims als Krönungsstadt der französischen Könige sichern, aber auch das kirchliche Ritual der Königsweihe stärken.
Dies war nötig geworden, nachdem Pippins Sohn, Karl der Große, im Jahr 800 zum Kaiser gekrönt worden war. Er und seine Nachfolger orientierten sich bei der Erhebung zum Kaiser am Vorbild des Byzantinischen Reichs, dessen Herrscher die Tradition der oströmischen Caesaren fortführten und daher die Krönung als entscheidenden Akt ihres Herrschaftsantritts betrachteten. Erst seit etwa 1000, gesichert aber erst im 13. Jahrhundert übernahmen sie den Brauch der Salbung aus dem Westen.
Seit 848 erfolgte die Salbung regelmäßig bei den Königskrönungen im Westfränkischen Reich und später im Frankreich der Kapetinger. Bevor der Erzbischof von Reims dem neuen König die eigentlichen Herrschaftsinsignien wie Krone, Zepter und Reichsschwert überreichte, strich er ihm mit dem rechten Daumen einige Tropfen des heiligen Öls, das zuvor auf einer Patene mit Chrisam vermischt wurde, auf die Brust. Dabei sprach er die rituelle Formel „Ungo te in regem“ („Ich salbe dich zum König“). Die Verschmelzung von Chrisam und Katechumenenöl unterstrich die doppelte Sakralität des französischen Königs.

### Im Römisch-deutschen Reich

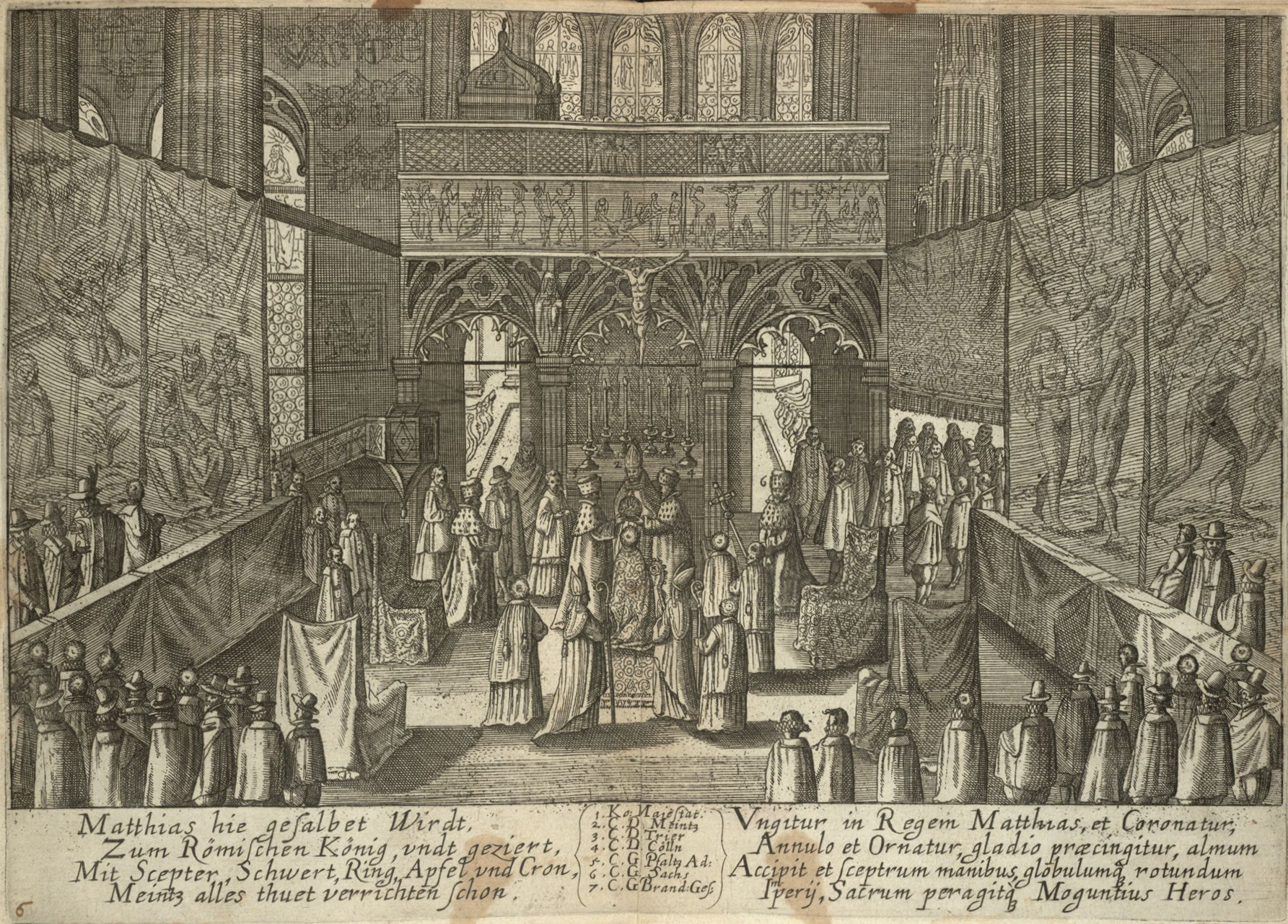
Krönung und Salbung des römisch-deutschen Königs Matthias 1612 im Frankfurter Dom

Im ostfränkisch-deutschen Reich wurde der neue König durchgehend wohl erst ab dem Jahr 900 gesalbt. Heinrich I. verzichtete 919 darauf, sein Sohn Otto der Große dagegen ließ sich 936 bei seiner Krönung zum König mit Katechumenenöl in Aachen, der Stadt Karls des Großen, zum König salben. Die Königskrönung und -salbung erfolgte bis 1520 meist im Aachener Dom durch den Erzbischof von Köln, ab 1531 im Frankfurter Kaiserdom durch den Erzbischof von Mainz. Die Kaiserkrönung erfolgte bis 1530 durch den Papst und unterblieb danach.
Bei der Krönung der römisch-deutschen Könige und Kaiser behielt der Monarch während der Salbung ein Unterkleid an, das über den zu salbenden Körperteilen Öffnungen aufwies. Der Coronator („Königskröner“) salbte den künftigen König an Scheitel, Brust, Nacken, zwischen den Schultern, auf dem rechten Arm, am Gelenk des rechten Armes und an der Innenfläche der rechten Hand mit den Worten: „Ich salbe dich zum König im Namen des Vaters, des Sohnes und des Heiligen Geistes.“ Anschließend trockneten zwei Weihbischöfe das Salböl mit Baumwolle und Roggenbrot ab. Wie dem französischen König wurden auch dem römisch-deutschen König erst anschließend die Krönungsgewänder angelegt und die Reichsinsignien überreicht.

### In England

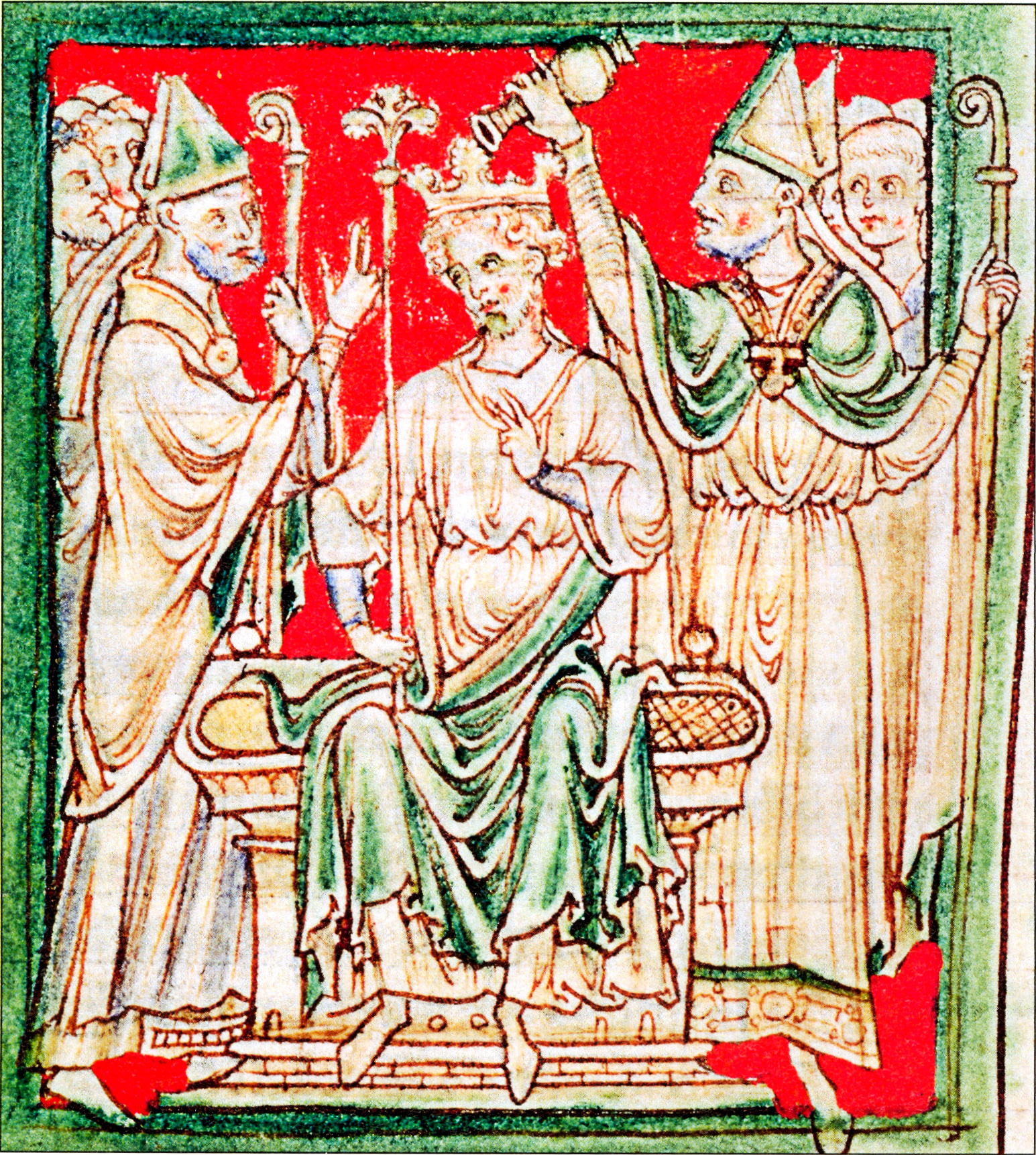
Richard Löwenherz, Salbung zum König, 1189

Die einzige in der Gegenwart noch übliche Königssalbung findet bei der Krönung britischer Monarchen in der Westminster Abbey statt. Die englische Krönungsliturgie sieht vor, dass sie nach der Thronsetzung auf dem Krönungsstuhl Edwards I. vor der Überreichung der Herrscherinsignien und der Aufsetzung der Krone erfolgt. Der neue Monarch legt dazu vorher sein Purpurgewand ab und wird in eine Albe gekleidet. Sobald er auf dem Thron Platz genommen hat, gießt der Dekan von Westminster geweihtes Salböl aus einer Phiole in einen Löffel, den der Erzbischof von Canterbury hält. Dieser salbt nun den neuen König bzw. die Königin an Händen, Brust und Scheitel. Der goldene Salbungslöffel aus dem 13. Jahrhundert ist der älteste und einzige noch aus dem Mittelalter stammende Bestandteil der englischen Krönungsinsignien, der deren Zerstörung in der Zeit Cromwells unbeschadet überstanden hat. In Erinnerung an ihre biblischen Ursprünge wird während der Salbung der Hymnus Zadok the Priest gesungen, eine der vier von Georg Friedrich Händel komponierten Coronation Anthems, die seit 1727 bei jeder Krönung im Vereinigten Königreich intoniert werden.
Die Salbung gilt als so sakrosankt, dass sie nicht vor aller Augen gespendet wird und weder 1953 bei der Krönung Elisabeths II. noch 2023 bei der ihres Sohnes und Nachfolgers Charles III. im Fernsehen gezeigt wurde. Bis 1953 hielten während des Rituals vier Ritter des Hosenbandordens einen Baldachin über den neuen Herrscher. Für die Krönung von König Charles 2023 wurde als Sichtschutz eigens ein Salbungsschirm geschaffen und geweiht.

### Sakrale Bedeutung und Glaube an Heilkräfte

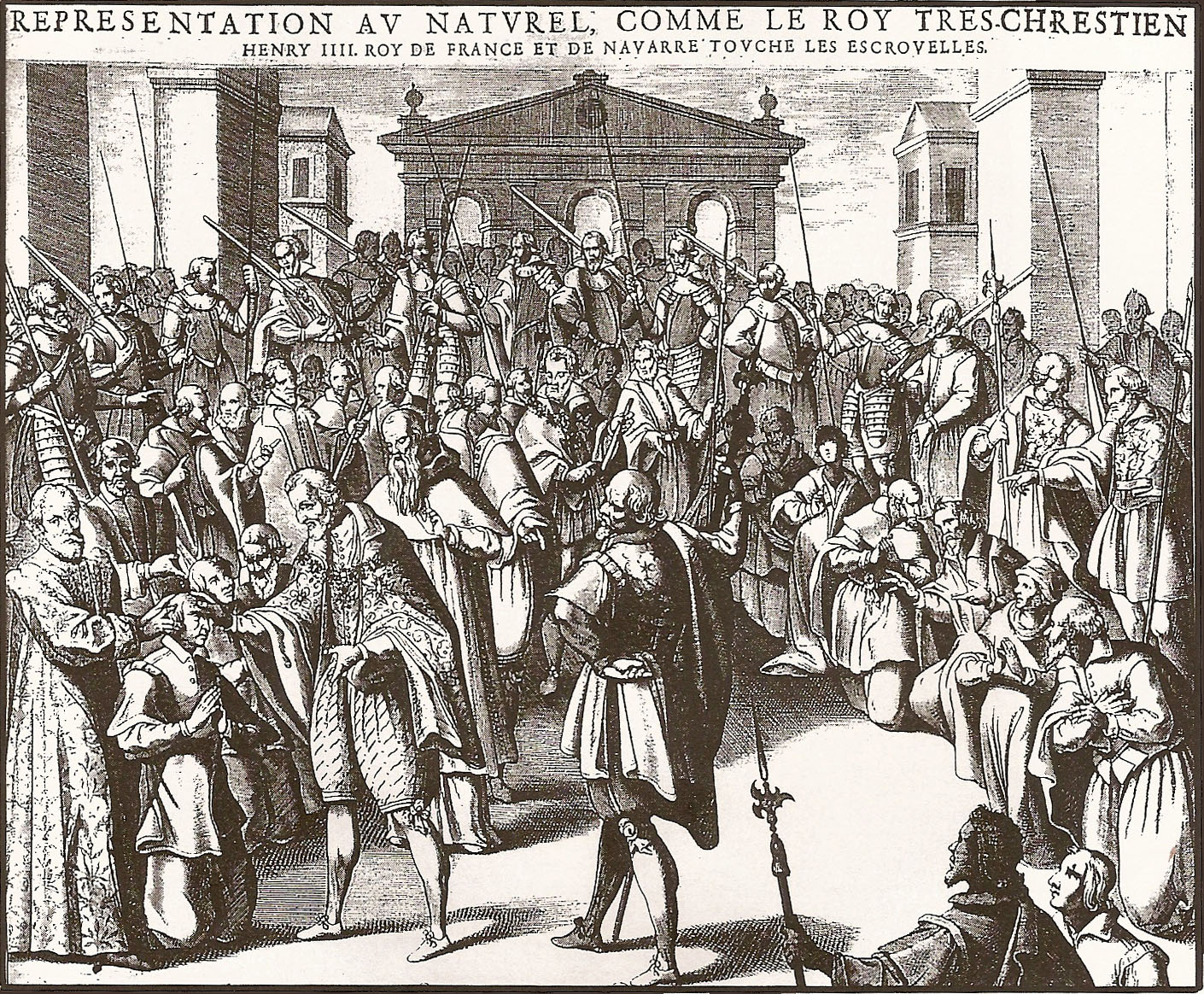
König Heinrich IV. von Frankreich beim Heilungsritual nach Krönung und Salbung

Als Sakramentale verlieh die Salbung den Königen zusätzlich zu ihrer weltlichen Macht eine geistliche Bedeutung. Diese spirituelle Bedeutung trat jedoch seit dem 11. Jahrhundert zunehmend in den Hintergrund, als kirchliche Reformideen dem Priestertum den Vorrang vor dem Fürstentum einräumten. Im Caeremoniale Romanum von 1516 ist davon die Rede, dass der Kardinaldiakon den künftigen Kaiser nur am Ellenbogen seines rechten, des Schwertarms mit Katechumenenöl zu salben habe. Dieser Ritus fand 1530 in Bologna bei der Salbung Karls V. Anwendung, der letzten Kaiserkrönung durch einen Papst.
Dennoch versinnbildlichte die Salbung das Gottesgnadentum der Könige. Darüber hinaus verbreitet sich in Frankreich ab dem 12. und in England ab dem 13. Jahrhundert der Glaube, der rechtmäßig gesalbte König könne durch bloßes Handauflegen an Skrofulose erkrankte Menschen heilen. So schreibt Petrus von Blois, ein Kleriker am Hof Heinrichs II. Plantagenet von England am Ende des 12. Jahrhunderts:

„Ich bekenne, daß der Dienst für den König geheiligt ist, denn der König ist geheiligt. Er ist der Gesalbte des Herrn; nicht umsonst hat er das Sakrament der Salbung empfangen. Wenn jemand die Wirkung dieses Sakraments nicht kennen oder bezweifeln sollte, so würde sie voll bewiesen durch das Verschwinden jener Pest, die in der Leistenbeuge auftritt, und durch die Heilung der Skrofeln.“

Der König wurde durch die Salbung also zum Thaumaturgen, und das Heilungsritual wurde in Frankreich seit Philipp I., in England seit Heinrich II. zum festen Bestandteil der Krönungsfeierlichkeiten, zu denen Skrofulose-Kranke von weit her anreisten. In England verlor sich das Ritual nach der Reformation allmählich und wurde zum letzten Mal 1702 von Königin Anne praktiziert. Im katholischen Frankreich hielt es sich länger und wurde letztmals, wenn auch widerstrebend, 1825 von Karl X. vorgenommen. Das Handauflegen nach der Salbung wurde im Mittelalter nicht zuletzt als Mittel gesehen, die Legitimität des Königs zu demonstrieren, da man davon ausging, nur der wahre König verfüge über die Heilkräfte.

## Salbung in den Kirchen

### In der römisch-katholischen Kirche

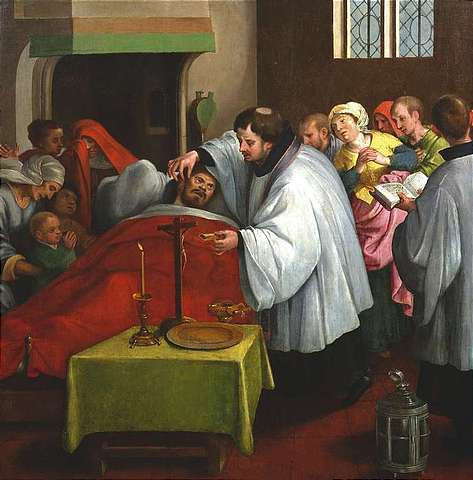
Sterbesakramente (anonymes Gemälde, niederländisch, um 1600)

Die katholische Kirche kennt bei vier ihrer sieben Sakramente eine Salbung:
- Die Salbung von Taufkandidaten vor der Taufe mit Katechumenenöl und nach der Taufe mit Chrisam
- Die Salbung bei der Firmung mit Chrisam
- Die Salbung bei der Priesterweihe und der Bischofsweihe mit Chrisam
- Die Krankensalbung. Dieses Sakrament wird Kranken und Sterbenden gespendet und soll ihnen Stärkung und Trost bringen. Ferner soll die Salbung den Leidenden im Glauben zu einem Abbild des leidenden Christus („Gesalbter“) machen. Das Sakrament wird auf einen Abschnitt im Jakobusbrief (Jak 5,14-15 EU) zurückgeführt, in dem die Kranken der Gemeinde aufgefordert werden, die Ältesten („Presbyter“) der Gemeinde zu rufen, damit diese für sie fürbittend eintreten und sie dabei „mit Öl salben im Namen des Herrn“.

Darüber hinaus praktiziert die katholische Kirche die Salbung bei einigen Sakramentalien wie der Konsekration einer Kirche, eines Altars oder der eines Kelchs.

### In den orthodoxen Kirchen
Auch in den orthodoxen Kirchen geht die Spendung einiger Sakramente mit einer Salbung einher:
- Die Salbung mit Myron, die die Firmung ist und gleich nach der Taufe erfolgt.
- Die Krankensalbung, die in den Ostkirchen seit jeher eher der Heilung als der Sterbevorbereitung dienen sollte. In ihrer feierlichen Form soll sie von sieben Priestern gespendet werden, was allerdings nur selten geschieht. Daneben wird das Krankenöl im Rahmen der jährlichen Vorbereitung auf das Osterfest auch körperlich Gesunden gespendet, um ihnen in der „Krankheit“ der Sünden zu helfen.

### In der evangelischen Kirche
In der evangelischen Kirche, die sich vor allem auf die Verkündigung des Worts konzentriert, wurde die Krankensalbung lange Zeit kaum praktiziert. Als Folge der ökumenischen Bewegung findet sie in jüngster Zeit aber auch dort wieder verstärkt Eingang.

### In den Freikirchen
Auch viele Freikirchen, etwa die Evangelisch-Freikirchlichen Gemeinden (Baptisten) oder die Freien evangelischen Gemeinden, praktizieren die Krankensalbung. Dieser Gebetsdienst, der hier in den Aufgabenbereich der Ältesten der Gemeinde gehört, verläuft in der Regel so: Der Kranke bittet um diesen Dienst beziehungsweise lässt die Ältesten rufen. Nach einer kurzen Aussprache und dem gegenseitigen Bekennen von eventuell vorhandenen Sünden (Jak 5,16 ) legen die Ältesten dem Kranken die Hände auf und salben ihn symbolisch im Namen Jesu Christi mit Öl. Es folgen freie Fürbittgebete der Ältesten, in denen das Leiden und die Wünsche des Kranken möglichst konkret benannt werden. Abschluss der Krankensalbung bildet häufig der gemeinsam gebetete Psalm 23, in dem ebenfalls von der Salbung durch Gott die Rede ist (Ps 23,5b ).

### In der charismatischen Bewegung
Die charismatische Bewegung verwendet den Begriff „Salbung“ sehr oft in einem übertragenen Sinn. Während selten mit Öl gesalbt wird, bezeichnet man innerhalb der charismatischen Bewegung die geheiligte Atmosphäre in einer Versammlung oder die göttliche Autorität, die einem Pastor, Prediger oder Leiter innewohnt, als „Salbung“. Sie ist nach diesem Verständnis also gleichbedeutend mit der Gegenwart und dem Wirken des Heiligen Geistes.